# Миндерла (село)
Миндерла́ (от хакасского "миндірліг" - налимья)— село, административный центр Миндерлинского сельсовета Сухобузимского района Красноярского края.

## География
Расположен в 50 км к северу от краевого центра — города Красноярска.

## История
В 1735 году, после ухода качинских князцов, на «пепелище» одного из их стойбищ ставятся первые дома деревни Миндерла. Название деревня получила от небольшой речки, на которой была основана.

## Население
| 2010 |
| ---- |
| 2313 |

## Экономика
Птицефабрика «Енисейская» агрохолдинга «Сибирская губерния» — осуществляет выращивание и переработку мяса индейки. Является единственным поставщиком индюшиного яйца в России.

## Транспорт
Связь с краевым центром осуществляется автодорогой краевого значения P409 «Красноярск-Енисейск» (2 категория, а/б) — примерно 50 км.

## Образование
- Профтехучилище № 73 — готовит кадры для сельского хозяйства.
- Миндерлинская средняя общеобразовательная школа № 1